# Tutto Litfiba - Eroi nel vento '84-'93
Tutto Litfiba - Eroi nel vento '84-'93 è una raccolta non ufficiale (in quanto non autorizzata dalla band) dei Litfiba pubblicata nel 2010, dopo la riunione del gruppo, dalla Warner Music Italy. Il disco contiene canzoni della band precedenti al 1994, quando il gruppo è passato alla EMI.

## Tracce

### CD 1
1. Eroi nel vento[2] - 3:45
2. Lulù e Marlène[2] - 4:42
3. Istanbul[2] - 5:43
4. Desaparecido[2] - 3:24
5. Café, Mexcal e Rosita[3] - 3:12
6. Resta[3] - 2:54
7. Re del silenzio[3] - 4:07
8. Come un Dio[3] - 5:09
9. Apapaia[3] - 5:00
10. Sulla Terra[3] - 4:19
11. La preda (live)[4] - 3:11
12. Amigo[5] - 3:21
13. Louisiana[5] - 5:32
14. Tex[5] - 3:34
15. Paname[5] - 4:56
16. Bambino[5] - 5:15
17. Ci Sei Solo Tu[5] - 4:59
18. Gira nel mio Cerchio (live)[6] - 3:59
19. Tequila (live)[6] - 1:42

### CD 2
1. Il Vento (live)[6] - 4:49
2. Rawhide (live)[6] - 2:25
3. Cangaceiro[7] - 5:00
4. El diablo[8] - 4:25
5. Proibito[8] - 3:48
6. Il volo[8] - 4:21
7. Woda-Woda[8] - 5:03
8. Gioconda[8] - 5:08
9. Il tempo di morire[9]  - 4:57 - cover di Lucio Battisti
10. Linea d'Ombra[10] - 3:06
11. Corri (nuova versione)[10] - 4:02
12. Dimmi il Nome[11] - 3:40
13. Maudit[11] - 4:54
14. Fata Morgana[11] - 5:14
15. Prima guardia[11] - 4:56
16. Sotto il Vulcano[11] - 4:50
17. Yassassin (Radio Edit)[12] - 4:07 - Bonus track